# 北京地铁R1线
北京地铁R1線，曾使用18号线番号，是北京地铁远景规划的沟通城市外围和城区的地铁快线，平行于1号线。根据规划，R1线将连接通州新城、城市副中心、中心城區與门头沟新城。
本线现列于《北京市轨道交通线网规划（2020年—2035年）》，全长60千米。根据该文件以及当局其他新闻稿中披露的底图，本线走向是经上岸、首钢园、鲁谷等地後，沿长安街紧邻1号线走行，至兴隆郊野公园一带折向朝阳路，行至宋庄一带折向南，再沿通济路行至城市绿心森林公园止，拟设站21座。